# Halticus chrysolepis
Halticus chrysolepis är en insektsart som beskrevs av George Willis Kirkaldy 1904. Halticus chrysolepis ingår i släktet Halticus och familjen ängsskinnbaggar. Inga underarter finns listade i Catalogue of Life.